# Большое Чаусово
Большо́е Ча́усово — село, административный центр Большечаусовского сельсовета в Кетовском районе Курганской области.

## География
Находится поблизости от автодороги Р-254 («Иртыш») на трассе Челябинск — Курган — Омск — Новосибирск, являющейся частью европейского маршрута E30.
Расстояние до села Белый Яр составляет 7,7 км.
Улицы в деревне Большое Чаусово:
- Береговая улица
- Боровая улица
- Весенняя улица
- Еловая улица
- Заречный переулок
- Звёздная улица
- Зелёная улица
- Земляничная улица
- Изумрудная улица
- Кленовый переулок
- Лазурная улица
- Лесная улица
- Луговая улица
- Луговой переулок
- Лучистая улица
- Майская улица
- Молодёжная улица
- Молодёжный переулок
- Набережная улица
- Новая улица
- Озерная улица
- Оливковая улица
- Пионерская улица
- Придорожная улица
- Прохладная улица
- Радужная улица
- Рассветная улица
- Речная улица
- Садовая улица
- Светлая улица
- Северная улица
- Семейная улица
- Советская улица
- Солнечная улица
- Степная улица
- Тополевая улица
- Цветочная улица
- Улица 1 км трассы Курган-Тюмень
- Улица Дружбы
- Улица П. Морозова
- Улица К. Мяготина
- Улица Орлова
- Улица Пичугина
- Улица Чапаева
- Школьная улица
- Янтарная улица

| четыре микрорайона: - Мирный микрорайон - Озерный микрорайон - Северный микрорайон - Тверской микрорайон | и три территории: - Территория «Вторая Лука» - Территория СО «Дружба» - Территория СО «Лесная дача» |

## История
Деревня Большое Чаусово при реке Черной основана около 1736 года крестьянином Иваном Осиповичем Комкиным (1716-1782гг.), переселившимся из деревни Малая Чаусова. Название деревня получила от прозвища «чаусовцы», т.е. переселенцы из деревни Малой Чаусовой. Вскоре к Комкину переселились из д. М. Чаусовой крестьяне Макаровы, Киселёвы и другие. До 1785 г. деревня Большое Чаусово входила в состав Курганской слободы, с 1785 г. по 1923 г. входила в состав Смолинской и Мало-Чаусовской волостей. Численность населения по материалам народных переписей: в 1748 году – 13 дворов с населением 86 человек, в 1763 году – 14 дворов с населением 87 человек, в 1795 году – 27 дворов с населением 136 человек, в 1868 году – 74 двора с населением 384 человека. Первое описание деревни мы находим в рапорте приказчика Курганской слободы на имя управителя Ялуторовского дистрикта от 11 ноября 1749 года: «Деревня Чаусова расстоянием от оного Царева Курган 7 верст с полуверстою, которая построена над речкой Черной, в ней имеется дворового строения 13 дворов, крестьян от 16 до 50 лет – 43 человека. Оная деревня состоит по сю сторону Тобола реки, не в пограничном месте, а напред сего в той деревне от неприятельских людей никогда подбегов не бывало».
Уже к концу XIX века в деревне Большое-Чаусово произошли значительные изменения: увеличилась численность населения, территория поселения. Об этом нам свидетельствует «обзор экономического и сельскохозяйственного состояния Курганского округа» за 1895 г.: «Деревня расположена на обоих берегах реки Черной, впадающей в Чаусовское озеро. 6 ветряных мельниц с доходом 200 рублей. Пахотная земля от деревни 1-15 верстах в чересполосном владении. Грунт земли глинистый и чернозём. Жители исключительно занимаются хлебопашеством. Всех дворов 86; коренного населения: мужчин – 219, женщин – 228; ссыльного – мужчин 2, женщин – нет; всего 449 чел. Грамотных 20, или 4%, ни одного нет кончившего курс народного училища. Все православные, принадлежат к приходу Курганской Троицкой церкви, стоящей в 6 верстах. Отставных нижних чинов 8 человек и отбывают воинскую повинность 6 человек». Из «Списка населённых мест Тобольской губернии» за 1904 г.: «В деревне: хлебо - запасный магазин, школа грамоты, пимокатное заведение. Число дворов 83, мужчин 253, женщин 265. Расстояние до деревни от уездного города 7 верст, до волостного правления в д. Малая Чаусова 6 верст».

## Население
| 1989 | 2002  | 2010  |
| ---- | ----- | ----- |
| 1482 | ↗1662 | ↗2026 |

## Субъекты инфраструктуры
- СНТ «Коллективные сады „Дружба-2“»
- СНТ «Садоводческое товарищество „Дружба-2“»